# ニュートンアベニュー
株式会社ニュートンアベニュー（英: Newton Avenue CO.,LTD.）は、かつて存在した6人の放送作家が所属しているアイデア集団で、テレビ番組を含める事業やプロジェクトの企画・構成・プロデュースを行う企業である。丸の内朝大学の丸の内朝大学テレビクラスにて講師を務めるなど、テレビ・ラジオ以外の事業も行う。

## 所属スタッフ
- 福原フトシ
- 天野慎也
- 榊暁彦
- 藤谷弥生
- 松田敬三
- 渡辺浩司